# Louis Calhern
Louis Calhern (Brooklyn, Nova York, 19 de febrer de 1895 − Tòquio, 12 de maig de 1956) va ser un actor estatunidenc.

## Biografia
El seu veritable nom era Carl Henry Vogt. La seva família va deixar Nova York sent ell un nen, i es va traslladar a Saint Louis (Missouri), on es va educar. Mentre practicava esport a l'escola, un director teatral d'una companyia en gira es va fixar en ell, i el va contractar com a extra. Just abans de la Primera Guerra Mundial, Calhern va decidir tornar a Nova York per fer carrera com a actor. Va començar complint treballs de suport, així com actuacions secundàries amb companyies de teatre burlesc. La seva carrera inicial es va veure interrompuda per la guerra, ja que hi va servir en l'exèrcit.
Es va convertir en ídol de matiné gràcies a una obra titulada The Cobra, i aviat va començar a actuar en el cinema. A començaments dels anys trenta va ser fonamentalment elegit com a actor de caràcter a Hollywood, mentre continuava fent primers papers en l'escenari. Va assolir el seu moment àlgid en els anys cinquanta amb un contracte amb la Metro-Goldwyn-Mayer. Entre els seus papers més importants figuren tres que va fer el 1950: un de cantat, com a Buffalo Bill en la versió cinematogràfica dAnnie Get Your Gun; el traïdor jurista i vell amant de Marilyn Monroe a La jungla d'asfalt, de John Huston; i el seu paper nominat a l'Oscar com Oliver Wendell Holmes, Jr. a The Magnificent Yankee (recreant el seu paper teatral). Uns altres papers importants van ser el de Juli César a la pel·lícula de Joseph L. Mankiewicz Julius Caesar o el de coronel rus-blanc que ha de fer de conserge a París, a Arch of Triumph de Lewis Milestone. A més de The Magnificent Yankee, va tenir èxit a Broadway amb Jacobowsky and the Colonel  (1944) i amb el paper principal de El rei Lear (1951).
Calhern va estar casat quatre vegades, amb Ilka Chase de 1926 a 1927, amb Julia Hoyt de 1927 a 1932, amb Natalie Schafer de 1933 a 1942, i amb Marianne Stewart de 1946 a 1955. Els quatre van acabar en divorci.
Calhern va morir d'un infart de miocardi a Tòquio, mentre rodava The Teahouse of the August Moon. Va ser reemplaçat per Paul Ford, que havia fet el paper de Calhern en la versió teatral original. Calhern està enterrat al cementiri Hollywood Forever.

## Filmografia
- 1932: Okay, America!: Mileaway Russell
- 1936: The Gorgeous Hussy: Prof. Leroy Sunderland
- 1937: Her Husband Lies: Joe Sorrell
- 1937: The Life of Emile Zola: Maj. Dort
- 1938: Fast Company: Elias Z. 'Eli' Bannerman
- 1939: Juarez: LeMarc
- 1939: La noia de la Cinquena Avinguda (Fifth Avenue Girl), de Gregory La Cava: Dr. Hugo Kessler
- 1939: Charlie McCarthy, Detective: Arthur Aldrich
- 1940: I Take This Woman: Dr. Martin Sumner Duveen
- 1940: Dr. Ehrlich's Magic Bullet: Dr. Brockdorf
- 1943: Heaven Can Wait: Randolph Van Cleve
- 1943: Nobody's Darling: Curtis Farnsworth
- 1944: Bridge of San Luis Rey: Don Andre - The Viceroy
- 1944: Rumb a Orient (Up in Arms): Coronel Phil Ashley
- 1946: Notorious: Capità Paul Prescott
- 1948: Arch of Triumph: Coronel' Boris Morosov
- 1949: The Red Pony: Avi
- 1949: The Red Danube: Coronel Piniev
- 1950: The Magnificent Yankee: Oliver Wendell Holmes
- 1950: Nancy goes to Rio: Gregory Elliott
- 1950: Annie Get Your Gun: Cor. Buffalo Bill Cody
- 1950: La jungla d'asfalt (The Asphalt Jungle): Alonzo D. 'Lon' Emmerich
- 1950: A Life of Her Own: Jim Leversoe
- 1950: Devil's Doorway: Verne Coolan
- 1950: Two Weeks with Love: Horatio Robinson
- 1951: A Letter from a Soldier: Narrador
- 1951: It's a Big Country: Narrador
- 1951: The Man with a Cloak: Charles Theverner
- 1952: Invitation: Simon Bowker
- 1952: Washington Story: Charles W. Birch
- 1952: We're Not Married!: Freddie Melrose
- 1952: El presoner de Zenda (The Prisoner of Zenda): Coronel Zapt
- 1952: The Bad and the Beautiful: Veu de George Lorrison
- 1953: Confidentially Connie: Opie Bedloe
- 1953: Remains to Be Seen: Benjamin Goodman
- 1953: Julius Caesar: Juli Cesar
- 1953: Latin Lovers: Avi Eduardo Santos
- 1954: Rhapsody: Nicholas Durant
- 1954: Executive Suite: George Nyle Caswell
- 1954: Men of the Fighting Lady: James A. Michener
- 1954: The Student Prince: Rei de Karlsberg
- 1954: Betrayed: General Ten Eyck / Narrador
- 1954: Athena: Avi Ulysses Mulvain
- 1955: La jungla de les pissarres (Blackboard Jungle): Jim Murdock
- 1955: The Prodigal: Nahreeb
- 1956: Forever, Darling: Charles Y. Bewell
- 1956: Alta societat (High Society), de Charles Walters: Oncle Willie

## Premis i nominacions

### Nominacions
- 1951. Oscar al millor actor per The Magnificent Yankee
- 1951. Globus d'Or al millor actor dramàtic per The Magnificent Yankee